# Чемпионат России по вольной борьбе 2016
Чемпионат России по вольной борьбе 2016 года проходил с 27 по 29 мая во дворце спорта «Триумф» в Якутске.

## Скандалы
В весовой категории до 57 кг в схватке между Виктором Лебедевым (Якутия) и Исмаилом Мусукаевым (Кабардино-Балкария/ Дагестан) победа была присуждена Лебедеву (4:3). Это вызвало беспорядки: Мусукаев толкнул Лебедева, на ковёр полетели бутылки, был вызван ОМОН. Руководство команды Дагестана подало протест. В результате двухчасового совещания были вскрыты грубые ошибки судейской бригады. Победителем был признан Мусукаев, а судейская бригада была дисквалифицирована. Однако, согласно правилам, результат схватки остался прежним. В знак протеста дагестанские борцы отказались выйти на ковёр, а на следующий день команда Дагестана покинула турнир.
В финальной схватке той же весовой категории между Лебедевым и Александром Богомоевым (Бурятия) победа была присуждена Лебедеву, что вызвало протест представителей Бурятии. После ожесточённой дискуссии было решено признать победителями обоих борцов.

## Медалисты
| Категория | Золото                                                                      | Серебро                                             | Бронза                                                             |
| --------- | --------------------------------------------------------------------------- | --------------------------------------------------- | ------------------------------------------------------------------ |
| До 57 кг  | Виктор Лебедев Якутия, Красноярский край Александр Богомоев Бурятия, Москва | Не присуждалась                                     | Арыйан Тютрин Якутия Джамал Отарсултанов Московская область, Чечня |
| До 61 кг  | Егор Пономарёв Якутия                                                       | Виктор Рассадин Якутия                              | Вячеслав Ефремов Якутия Нюргун Скрябин Якутия                      |
| До 65 кг  | Сослан Рамонов Москва                                                       | Исраил Касумов Красноярск                           | Алан Гогаев Северная Осетия Мурад Нухкадиев Красноярский край      |
| До 70 кг  | Заурбек Сидаков ХМАО, Северная Осетия                                       | Радик Валиев Северная Осетия                        | Ильдус Гиниятуллин Татарстан Алибек Акбаев Карачаево-Черкесия      |
| До 74 кг  | Аниуар Гедуев Краснодарский край, Кабардино-Балкария                        | Денис Царгуш Московская область, Краснодарский край | Хусейн Суюнчев Карачаево-Черкесия Ацамаз Санакоев Алания           |
| До 86 кг  | Анзор Уришев Красноярск                                                     | Александр Зеленков Красноярский край                | Шамиль Абдурахманов Сахалин Владислав Валиев Алания                |
| До 97 кг  | Анзор Болтукаев Чечня                                                       | Хаджимурат Гацалов ХМАО                             | Евгений Коломиец Москва Владислав Байцаев Алания                   |
| До 125 кг | Мухамагази Магомедов Красноярский край                                      | Бекхан Дукаев Чечня                                 | Анзор Хизриев Санкт-Петербург Балдан Цыжипов Бурятия               |